# Sing For Your Meat: A Tribute to Guided by Voices
Sing For Your Meat: A Tribute to Guided by Voices è un album tributo al gruppo musicale statunitense Guided by Voices pubblicato nel 2011. Hanno preso parte sia nomi noti come David Kilgour, The Flaming Lips, Thurston Moore dei Sonic Youth, Lou Barlow dei Dinosaur Jr., che gruppi musicali dalla storia più recente come La Sera o Jason Isbell.

## Tracce
1. Scalding Creek - Kelley Deal, Buffalo Killers - 02:09
2. Stabbing A Star - Thurston Moore - 02:04
3. Man Called Aerodynamics - Elf Power - 02:16
4. A Salty Salute - Superdrag- 01:56
5. My Valuable Hunting Knife - Western Civ - 02:20
6. Tractor Rape Chain - Crooked Fingers - 03:11
7. Game Of Pricks - Lou Barlow - 01:45
8. Echos Myron - Sorry About Dresden - 02:40
9. Buzzards And Dreadful Crows - James Husband - 02:08
10. Smothered In Hugs - The Flaming Lips - 04:54
11. Watch Me Jumpstart - La Sera - 03:24
12. I Am Produced - I Was Totally Destroying It - 02:20
13. How Loft Am I - David Kilgour - 03:00
14. Gleemer - Cymbals Eat Guitars - 02:51
15. Everywhere With Helicopter - Jason Isbell and the 400 Unit - 03:31
16. I Am A Tree - The Pneurotics - 04:41
17. Hot Freaks - Blitzen Trapper - 01:54